# Zain Al Fandi
Zain Al Fandi (tiếng Ả Rập: زين الفندي ; sinh ngày 15 tháng 1 năm 1983 ở Syria) là một cầu thủ bóng đá Syria hiện tại thi đấu cho Al-Sahel ở Giải bóng đá ngoại hạng Kuwait.

## Danh hiệu

### Đội tuyển quốc gia
- Cúp Nehru:
  - Á quân (1): 2007